# Никола Кљусев
Никола Кљусев (Штип, 1927 — Скопље, 16. јануар 2008) био је македонски политичар. Кључев је био премијер Републике Македоније од 20. марта 1991. до 17. августа 1992.
Дипломирао је економију, на Београдском универзитету. Докторирао је 1964.
Био је истраживач и директор Економског института у Скопљу, професор и декан Економског факултета у Скопљу, и члан Македонске академије наука и уметности од 1988.
Био је први премијер независне Македоније. Касније је постао члан ВМРО-ДПМНЕ, и изабран је за председника Савета партије 1997. Касније је био министар одбране (1998—2000).